# Liacarus keretinus
Liacarus keretinus är en kvalsterart som beskrevs av Nordenskiöld 1901. Liacarus keretinus ingår i släktet Liacarus och familjen Liacaridae. Inga underarter finns listade i Catalogue of Life.